# بوني إم. أندرسون
بوني إم. أندرسون (بالإنجليزية: Bonnie M. Anderson) هي صحفية أمريكية، ولدت في 22 أكتوبر 1955 في كوبا.